# Icakar
Icakar – wieś w Armenii, w prowincji Tawusz. W 2011 roku liczyła 292 mieszkańców.